# ويلفريد ساندرز
ويلفريد ساندرز (4 أبريل 1910 - 22 مايو 1965) (بالإنجليزية: Wilfred Sanders)‏ هو لاعب كريكت بريطاني (وحمل سابقاً جنسية المملكة المتحدة لبريطانيا العظمى وأيرلندا).